# Arthropodium curvipes
Arthropodium curvipes là một loài thực vật có hoa trong họ Măng tây. Loài này được S.Moore mô tả khoa học đầu tiên năm 1900.